# أكسل هني
أكسل هني (بالنرويجية: Aksel Hennie)‏ (و. 1975 – م) هو ممثل تلفزيوني وممثل ومخرج سينمائي وكاتب سيناريو وممثل صوت من النرويج، ولد في أوسلو.

## التعليم
تعلم في أكاديمية أوسلو الوطنية للفنون.

## جوائز وترشيحات
حصل على جوائز منها:
- Amanda Award for Best Actor  [لغات أخرى]‏، عن عمل: Pioneer (film) [الإنجليزية]‏ (2014)
- Amanda Award for Best Actor  [لغات أخرى]‏، عن عمل: Max Manus: Man of War [الإنجليزية]‏ (2009)
- Amanda Award for Best Direction  [لغات أخرى]‏، عن عمل: Uno (2004 film) [الإنجليزية]‏ (2005)
- The Amanda Public Choice Award  [لغات أخرى]‏ (2005)
- Kanon prize for best screenplay ‏، عن عمل: Uno (2004 film) [الإنجليزية]‏ (2004)
- Amanda Award for Best Actor  [لغات أخرى]‏، عن عمل: Jonny Vang [الإنجليزية]‏ (2003).

ترشح لـ:
- European Film Award for European Discovery of the Year [الإنجليزية]‏، عن عمل: Uno (2004 film) [الإنجليزية]‏ (2005).

## وصلات خارجية
- أكسل هني على موقع IMDb (الإنجليزية)
- أكسل هني على موقع روتن توميتوز (الإنجليزية)
- أكسل هني على موقع قاعدة بيانات الأفلام العربية
- أكسل هني على موقع ألو سيني (الفرنسية)
- أكسل هني على موقع ميوزك برينز (الإنجليزية)
- أكسل هني على موقع تيرنر كلاسيك موفيز (الإنجليزية)
- أكسل هني على موقع أول موفي (الإنجليزية)
- أكسل هني على موقع قاعدة بيانات الأفلام السويدية (السويدية)
- أكسل هني على موقع قاعدة بيانات الفيلم (الإنجليزية)
- أكسل هني على موقع كينوبويسك (الروسية)